# Ludwig von Kamptz
Albert Ludwig Florus Hans von Kamptz (* 20. September 1810 in Neustrelitz; † 15. Mai 1884 in Erfurt) war ein preußischer Beamter und Abgeordneter.

## Leben

### Herkunft
Ludwig von Kamptz entstammte einem Geschlecht des mecklenburgischen Uradels. Er war der jüngere Sohn des Juristen und späteren preußischen Justizministers Karl Albert von Kamptz (1769–1849) und dessen Frau Hedwig Susanna Luzia, geborene von Bülow (1783–1847).

### Karriere
Er trat als Regierungsassessor 1836 in den preußischen Verwaltungsdienst ein. 1841 wurde er Regierungsrat in Magdeburg. Zwei Jahre später war er Hilfsarbeiter im preußischen Innenministerium. Im Jahr 1844 wurde er zum Polizeidirektor und Landrat in Magdeburg ernannt. Kamptz galt als besonders königstreu und reaktionär. In seiner Magdeburger Zeit hat er die politische und kirchliche Opposition unnachgiebig bekämpft. Nicht zuletzt gegen ihn richteten sich die gewaltsamen Unruhen in Magdeburg am 15. März 1848. Kamptz musste aus der Stadt fliehen und seine Ämter aufgeben. Ab 1851 war Kamptz Oberregierungsrat und 1863 Regierungsvizepräsident in Königsberg. Im Jahr 1866 wechselte er nach Potsdam. In den Jahren 1872/73 war er Regierungspräsident in Köslin und Dechant des Domkapitels von Naumburg. Zwischen 1874 und 1884 war er Regierungspräsident in Erfurt. Im Jahr 1877 wurde er gerügt, weil er das Handelsministerium kritisiert hatte.
Kamptz war 1852/53 sowie 1855 bis 1858 Mitglied des preußischen Abgeordnetenhauses. Ab 1882 gehörte er dem Herrenhaus an.

### Familie
Am 20. September 1841 heiratete er in Merseburg Anna von Krosigk († 18. November 1897 in Merseburg), eine Tochter von Friedrich von Krosigk. Aus der Ehe ging u. a. der spätere preußische Generalleutnant Friedrich von Kamptz (1845–1916) hervor.